# Sel alimentaire
Pour les articles homonymes, voir Sel.
Cet article possède un paronyme, voir set de table.

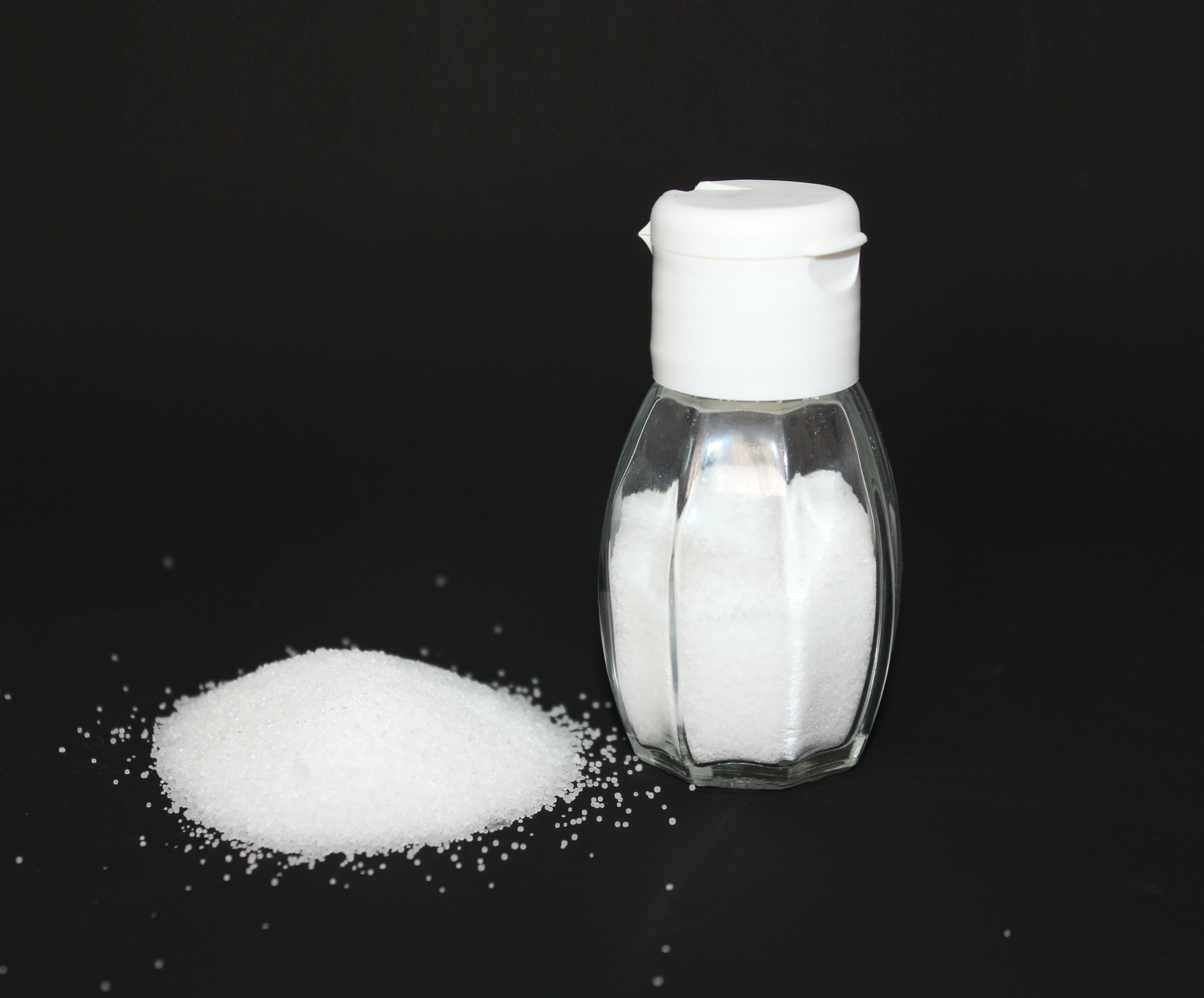
Sel alimentaire blanc.

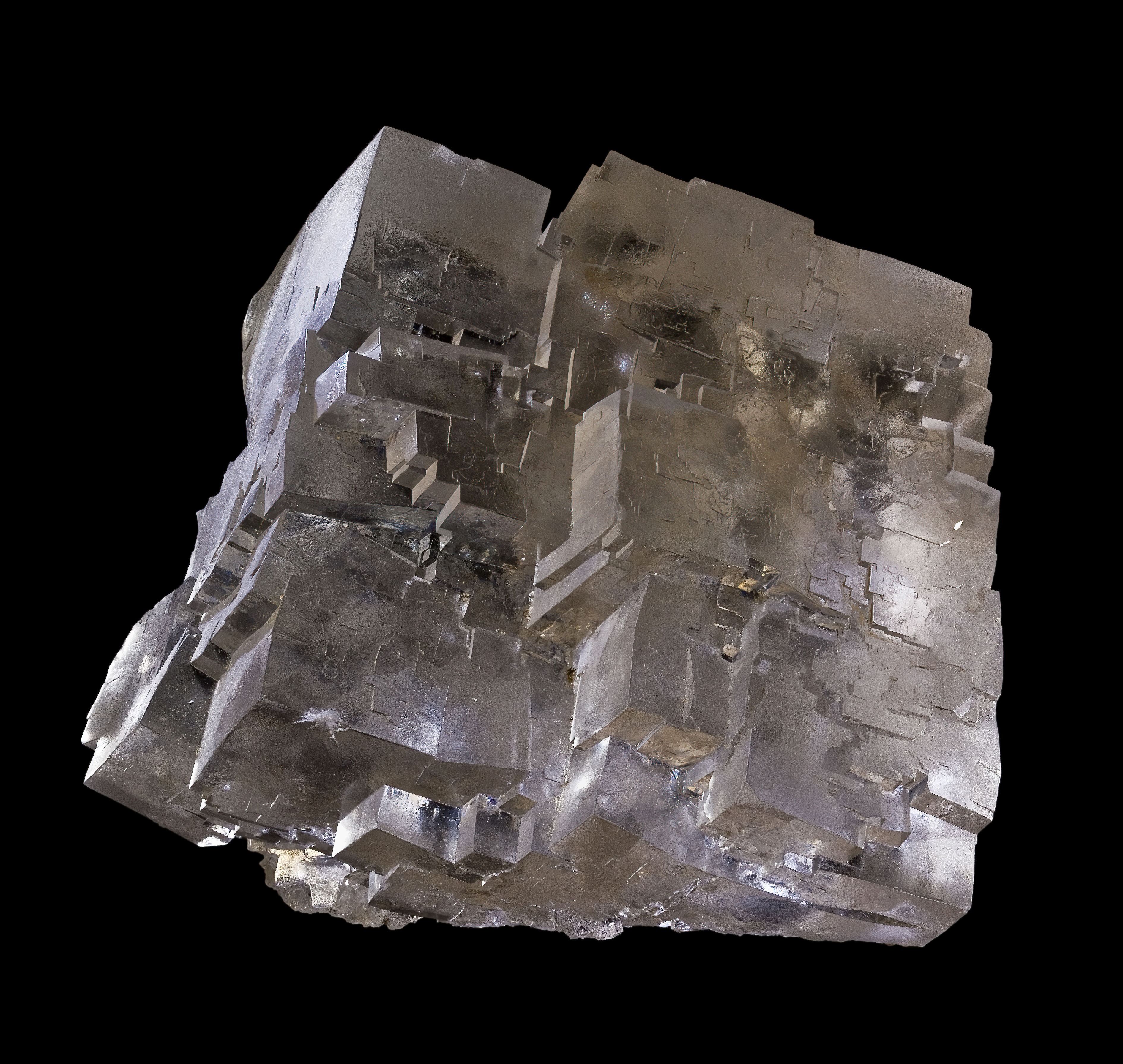
Cristal de sel gemme (environ 15 cm).

Le sel de table, sel alimentaire ou sel de cuisine, est composé essentiellement de chlorure de sodium. Il se présente sous différentes formes : gros sel (ou sel gros), sel fin, fleur de sel.

## Histoire
Le sel est connu depuis la Préhistoire (voir une des plus anciennes villes préhistoriques d'Europe Solnitsata) pour ses caractéristiques d'assaisonnement et de conservation des aliments. Il était extrait de mines généralement très enfouies dans le sol (mines de roches évaporitiques telle que la halite), ou plus facilement de sources salées ou de la mer (saliculture). Les tessons de briquetages, céramiques utilitaires dans l'extraction de sel (marmites où l'on faisait bouillir la saumure sur des fours à feux de bois et bâtonnets d'argile cuite dont l'assemblage permettait une partie de l'évaporation de cette saumure) sont fréquemment retrouvés jusqu'à l'âge du fer, période qui voit l'apparition d'outillages plus robustes et de plus grande capacité dans lesquels on faisait légèrement chauffer la saumure filtrée et concentrée (l'ethnoarchéologie montre que des croûtes de terre salées et séchées sont lessivées dans un entonnoir filtrant ou un panier par de l'eau de mer puis par de la saumure, de telle sorte que le jus salé arrive à saturation) pour préserver le combustible, l'obtention de grandes quantités de sel par ébullition de saumure consommant trop de bois.

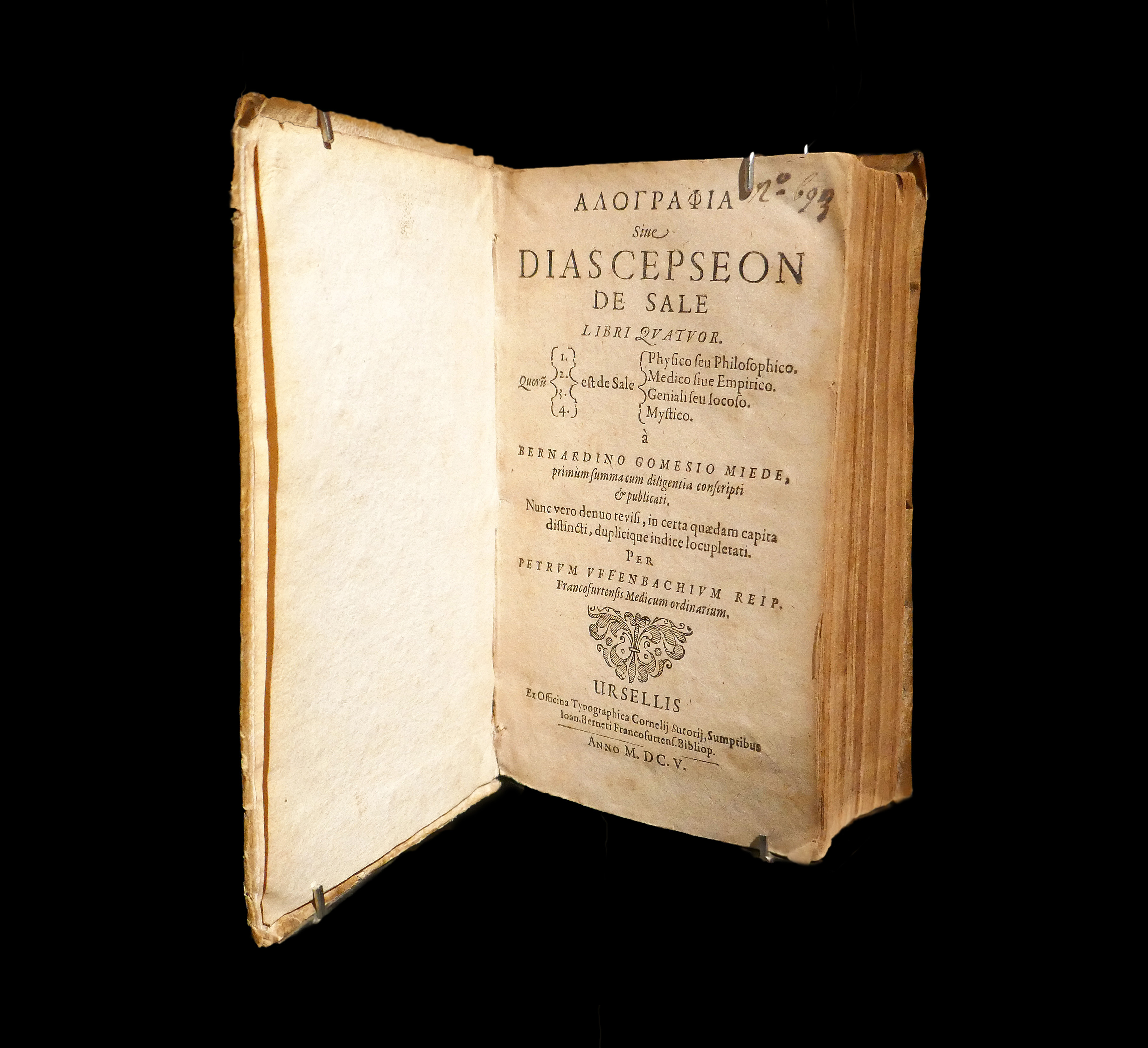
Alographia sive Diascepseon de save (1605).

Il fut également probablement précocement utilisé dans les rites religieux. On connait de tels usages chez les Hébreux (Lv 2,13), les Grecs et les Romains de l'Antiquité. Cet élément naturel a revêtu une grande importance stratégique et économique et a fait l'objet d'un commerce important, parfois sur de grandes distances.
On estime que le sel était déjà utilisé et donc extrait, 6 000 ans avant notre ère, au lac salé de Yuncheng, dans le Shanxi[réf. nécessaire].
Les routes du sel furent les grandes voies de communications et d'échanges depuis l'Antiquité pour l'acheminement du sel, transporté depuis les régions productrices vers les régions qui en étaient dépourvues.
Le contrôle de l'approvisionnement en sel fut l'une des clefs de l'expansion militaire de l'Empire romain qui s'en est attribué le monopole. Les armées de conquête de César emportaient avec elles des salaisons qui assuraient une partie de leur approvisionnement. Sans ces salaisons, les armées n'auraient pu avoir recours qu'au pillage des territoires conquis. Cette stratégie limita les résistances et assura une implantation durable de la civilisation romaine.
Le rôle du sel comme clef de l'approvisionnement militaire perdura jusqu'à l'invention, à la fin du XVIIIe siècle, de nouvelles techniques de conservation des aliments. Il joua donc un rôle crucial dans les grandes conquêtes maritimes, autorisant le transport de vivres pour des voyages d'exploration aux escales aléatoires.
Il a aussi été un moyen d'échange une monnaie ou un impôt, dont en Chine et en Europe comme en témoigne l'étymologie basée sur « sel » du mot « salaire » (en latin salarium, somme donnée aux soldats pour l'achat du sel). Le sel sous le nom de « salignon » fut une monnaie d'échange au Tibet et en Éthiopie. Le sel était en France stocké dans des greniers à sel puis des « dépôts des sels » définis par l'Encyclopédie ou Dictionnaire raisonné des sciences, des arts et des métiers comme « chambres où le sel est mis en dépôt, dans les pays où il est marchand. La chambre des dépôts est aussi une jurisdiction établie pour connaître des contestations qui peuvent s'élever par rapport à la vente & distribution du sel. Le premier juge de cette chambre s'appelle le président des dépôts ».

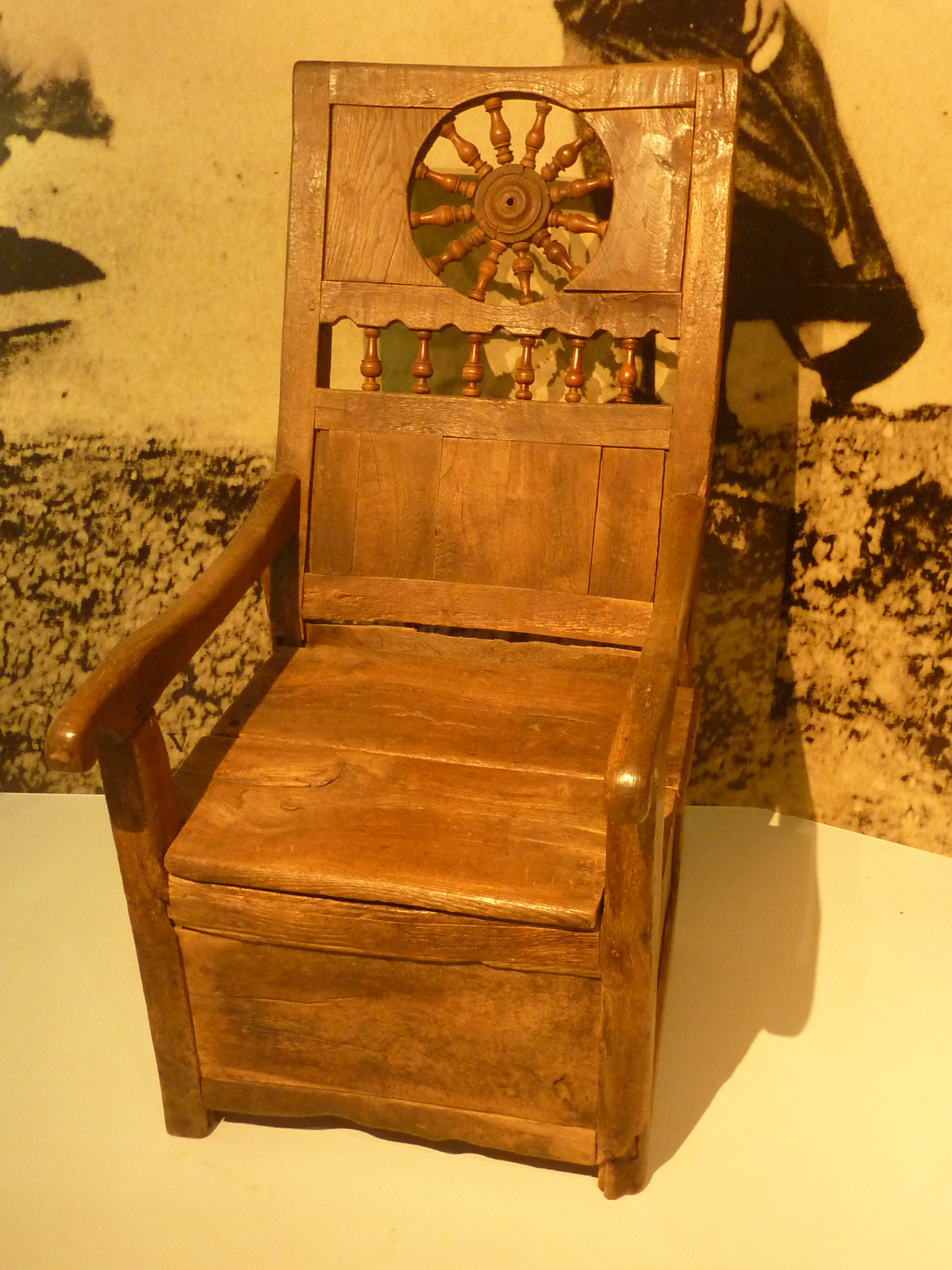
Fauteuil à sel (tad coz). Le coffre du fauteuil servait à stocker le sel.

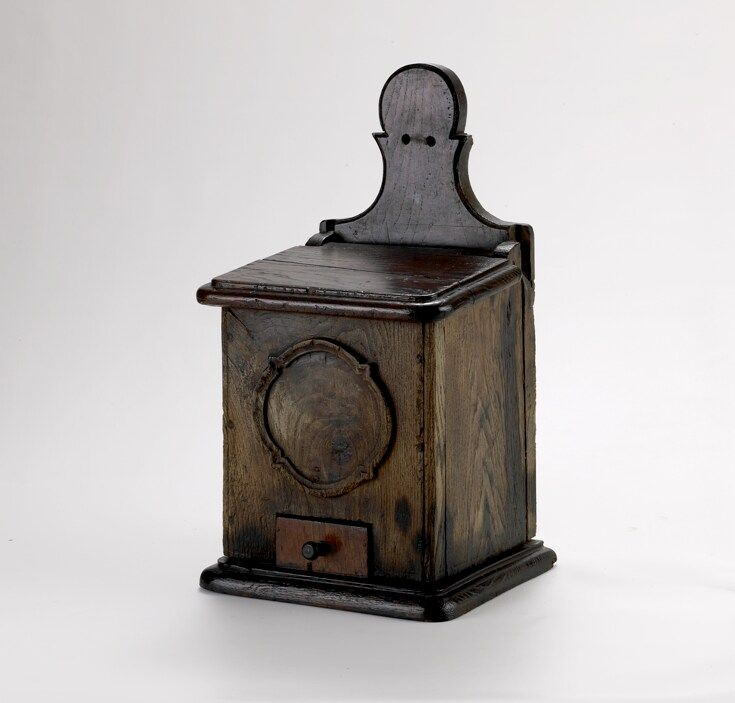
Boîte à sel pour la conservation en milieu rural, XIXe siècle, collection musées départementaux de la Haute-Saône.

En France, le sel a été exploité dans des marais salants sur les littoraux méditerranéen et atlantique, peut-être dès la Préhistoire, et à l'aide de fours à sel dans les sauneries gauloises puis gallo-romaines des rivages de la Gaule du nord (ce pourrait être une des origines du nom des saliens) d'où il était acheminé sous forme de pains de sel jusqu'à Rome par les voies romaines, ainsi qu'un jambon ménapien salé ou fumé, fort réputé chez les Romains. En raison de ses vertus de conservation de la viande, du poisson, du beurre et du fromage, le sel devient un ingrédient indispensable aux familles. La religion catholique imposant des jours maigres (sans viande), le poisson séché et conservé dans le sel est très demandé. La salière est commune autant aux familles pauvres que riches. Chez ces derniers, la salière est ornée et constitue un objet de luxe. L'exemple le plus éclatant est sans doute la salière de l'orfèvre italien Benvenuto Cellini que lui commanda le roi François Ier. Au XVIe siècle, l'importance du sel est telle que les dépenses d'une famille de paysans pour ce produit avoisine les 10 % de ses revenus.
Le sel a été taxé pendant plusieurs siècles via un impôt spécifique appelé gabelle apparue sous Louis IX. Cette taxe devenue permanente, variable suivant les provinces et croissante au point de rendre le prix du sel élevé, est devenue si impopulaire qu'elle a entraîné des exodes ruraux massifs, déclenché des guerres et a participé au déclenchement de la Révolution française. Une route du sel avec l'Italie est encore dans la géographie de la Provence. Les contrebandiers en sel étaient appelés « faux sau(l)niers » et les agents chargés de les traquer, les « gabelous ».
Les litiges liés au sel et aux « greniers à sel » pouvaient relever des « cas royaux » : causes juridiques relevant de la seule souveraineté royale et donc « réservées à la connaissance des seuls juges royaux, privativement à tous autres juges » (seigneuriaux ou ecclésiastiques, et parfois prévosts qui étaient des « juges royaux inférieurs »).
En 1930, en Inde, la Marche du sel initiée par Gandhi pour protester contre le monopole britannique sur le sel, fut une étape importante vers l'indépendance.
Parfois, la toponymie rappelle la présence de sel dans le sol comme dans Lons-le-Saunier ou Salins-les-Bains.

## Typologie

### Sel naturel

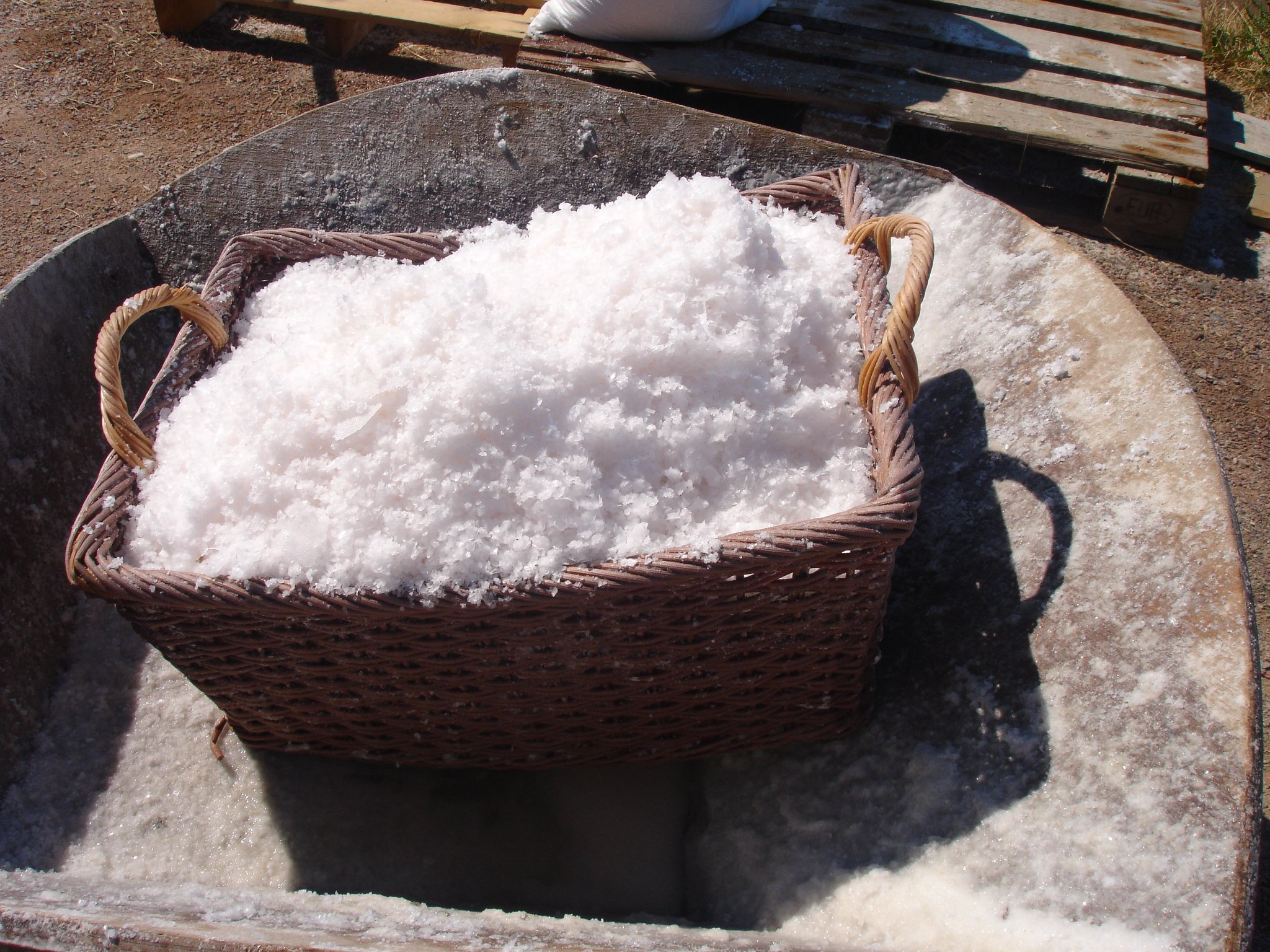
Sel de Noirmoutier fraîchement récolté.

Le sel naturel non raffiné a des propriétés gustatives et un aspect différents suivant les minéraux qu'il contient. Ainsi, la fleur de sel, sel de mer récolté à la surface des marais salants et non lavé, a une saveur unique qui change d'une région à l'autre.
Le sel de mer non raffiné est riche en magnésium (sous forme de chlorure de magnésium), en oligo-éléments et en fer mais contient très peu d'iode. C'est pourquoi la plupart des sels industriels sont enrichis en iode afin d'éviter les maladies liées à la carence en iode, telles que le goitre, les retards de croissance et divers troubles mentaux[réf. nécessaire].

### Sel raffiné

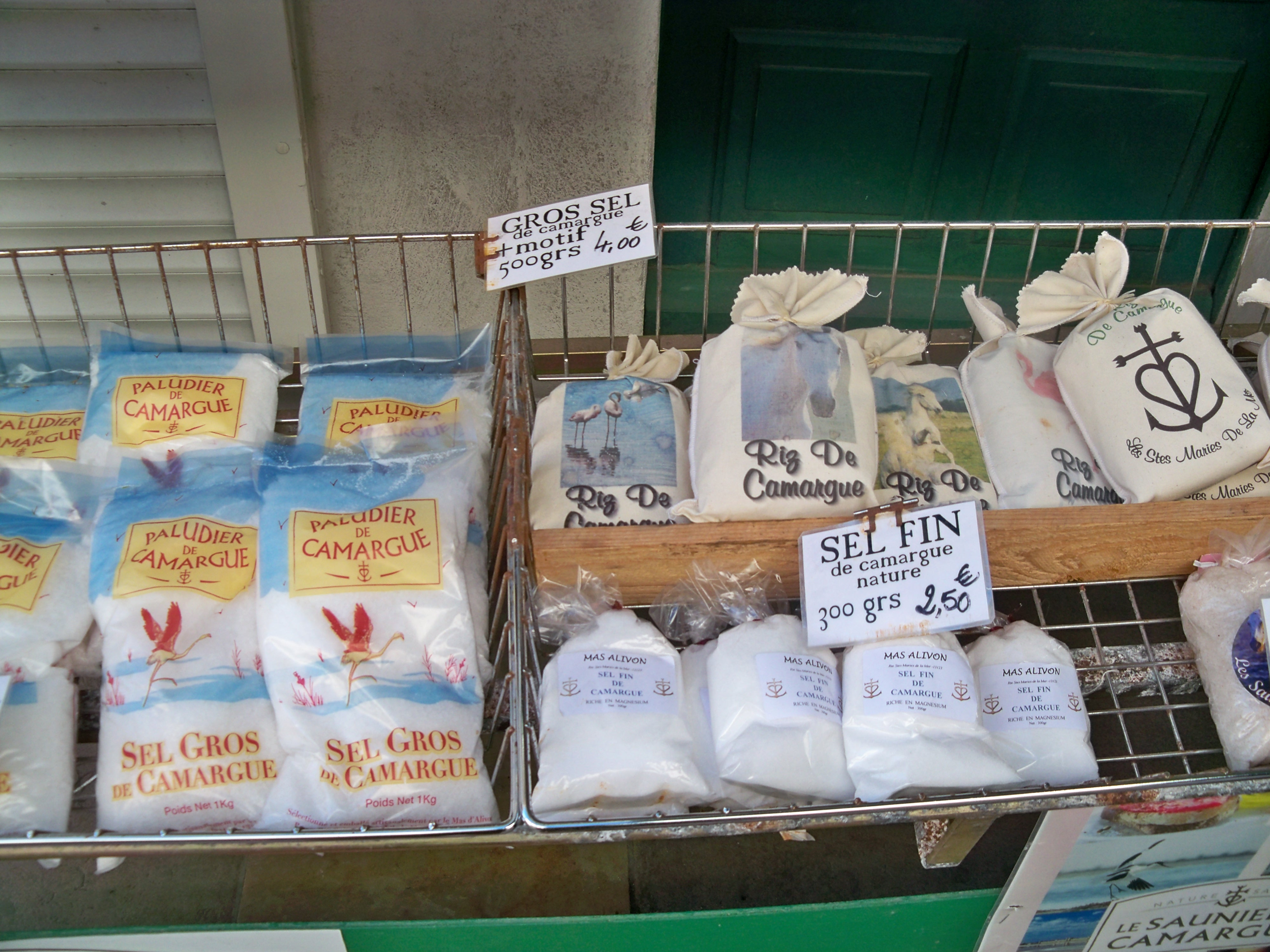
Différents types de sel de Camargue.

Le raffinage du sel est un procédé qui permet de le blanchir, de le rendre saupoudrable et d'optimiser sa conservation. Il est pur à plus de 99,9 % de NaCl. Le sel raffiné reste le plus employé dans l'alimentation, c'est la forme courante d'usage chez le consommateur.
Le sel utilisé dans l'industrie est également raffiné. Du reste, l'usage comme additif alimentaire ne représente que 7 % de son usage total. Les usages industriels sont la fabrication du papier, le réglage de la teinte des textiles et des tissus, la production de savons et de détergents, les adoucisseurs d'eau.

#### Adjuvants divers, ajout d'iode et fluoration
Des adjuvants, anti-agglomérants et composés fluorés ou iodés, lui sont habituellement ajoutés.
Des agents anti-agglomérants et de l'iodure de potassium (pour le sel iodé) sont généralement ajoutés au moment de la phase de séchage. Ces agents sont des produits chimiques hygroscopiques qui absorbent l'humidité évitant le colmatage des cristaux de sel. Les agents anti-agglomérants utilisés sont le ferrocyanure de sodium (E535), le phosphate, les carbonates de calcium ou de magnésium, les sels d'acide gras (sels acides), l'oxyde de magnésium, le dioxyde de silicium, l'aluminosilicate de sodium (en) (E554) et le aluminosilicate de calcium (E556 (en)). Des inquiétudes ont été soulevées concernant les effets toxiques possibles de l'aluminium dans les deux derniers composés, comme l'explique le documentaire Aluminium, notre poison quotidien réalisé en 2011 par Valérie Rouvière. Cependant, l'Union européenne et les États-Unis permettent leur utilisation en quantités limitées. Le sel de raffinage est alors prêt pour l'emballage et la distribution.
De plus, depuis quelques années les industriels du secteur enrichissent ou complètent leur sel avec de l'iode (iodure de potassium) et du fluor. L'iode sert à combattre les goitres et à diminuer le crétinisme, le fluor contribue à prémunir des caries en renforçant l'émail. Toutefois, l'excès d'iode et de fluor conduit aussi à de graves maladies.
Le sel iodé de table a permis de réduire les insuffisances d'iode dans les pays où il est employé. L'iode est important pour empêcher la production insuffisante des hormones thyroïdiennes (hypothyroïdisme), qui peuvent causer le goitre, le crétinisme chez les enfants, et le myxœdème chez les adultes.

#### Sel de table

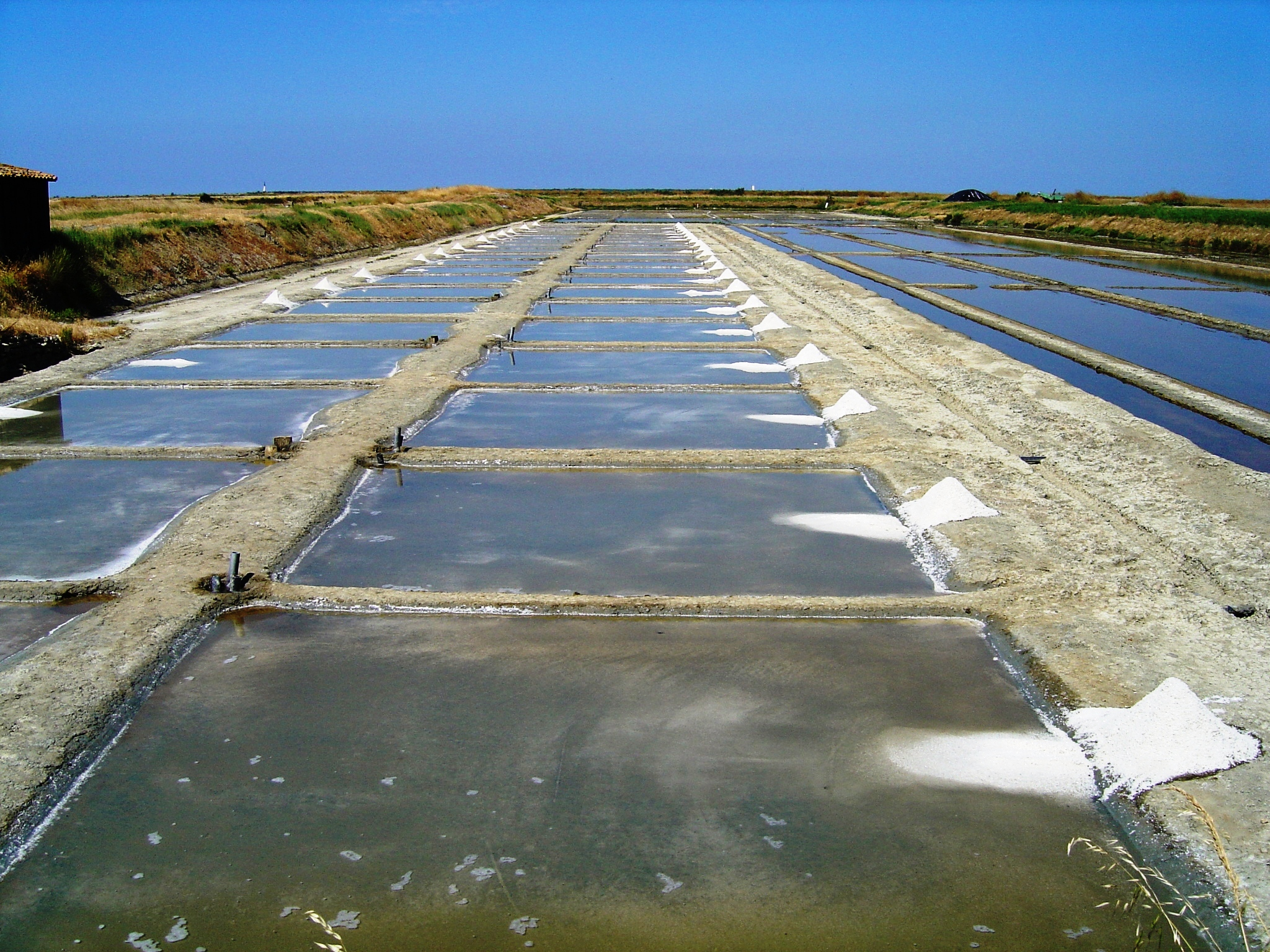
Salières de l'île de Ré.

Le sel de table est un sel raffiné contenant à 95 % ou plus du chlorure de sodium presque pur, souvent iodé, bromé, et fluoré. Par exemple, le sel "La Baleine" annonce sur ses emballage une composition pour 100g de 97,5% de NaCl, 25 mg de fluor (soit 0,055% de NaF) et 1750 µg d'iode (soit 0,0021% de NaI). Il contient habituellement des substances qui empêchent le colmatage des cristaux (des agents anti-agglomérants) comme le silicoaluminate de sodium (le nom commun est Tixolex) et une quantité infime de sucre inverti pour empêcher le sel de tourner en une couleur jaune une fois exposé à la lumière du soleil, et pour empêcher une perte d'iode par vaporisation. Il est habituel de mettre quelques grains de riz cru dans les salières pour absorber l'humidité quand les agents anti-agglomérants ne sont pas assez efficaces.
Le sel de table est principalement utilisé en cuisine et à table comme condiment, souvent associé au poivre.
Le sel de table est maintenant employé partout dans le monde.

### Définitions légales des sels alimentaires

#### France

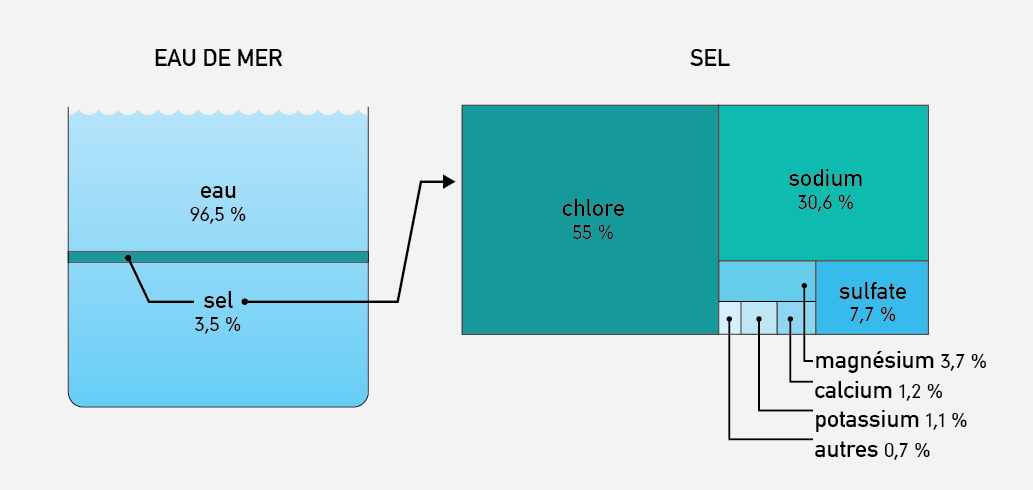
Taux de sel de l'eau de mer, et proportion des différents sels, dont oligo-éléments.

Le sel de qualité alimentaire est un produit cristallin se composant principalement de chlorure de sodium, provenant de marais salants, de sel gemme ou de saumures provenant de la dissolution de sel gemme et répondant aux spécifications suivantes :
- chlorure de sodium : pas moins de 97 % de l'extrait sec, non compris les additifs ;
- cuivre : pas plus de 2 mg/kg ;
- plomb : pas plus de 2 mg/kg ;
- arsenic : pas plus de 0,5 mg/kg ;
- cadmium : pas plus de 0,5 mg/kg ;
- mercure : pas plus de 0,1 mg/kg.

En France, la dénomination de vente du sel de qualité alimentaire est « sel alimentaire », « sel de table » ou « sel de cuisine ».
Pour celui provenant des marais salants, la dénomination devient « sel marin gris alimentaire », « sel marin gris de table » ou « sel marin gris de cuisine ».

#### Canada
Les sels de table du Canada sont formés des ingrédients suivants : chlorure de sodium, thiosulfate de sodium, iodure de potassium et ferrocyanure de sodium.
Parfois, le terme chlorure de sodium est remplacé par le mot sel.

## Techniques de production
La fabrication et l'utilisation du sel sont l'une des industries chimiques les plus anciennes. Plusieurs sources de production sont possibles. Récolté dans les marais salants, extrait des mines de sel gemme, produit par dissolution, recristallisé dans des salines ignigènes, le sel connaît plus d’une méthode de production. Il n’a pourtant qu’une seule origine : la mer.

### Sel gemme
Le sel gemme est un dépôt de minerai contenant une grosse concentration de sel comestible. Ces gisements de sel ont été constitués par l'évaporation ancienne de lacs ou de mers intérieures. Ce type de dépôts est appelé évaporite. Chaque gisement a une composition particulière. On peut y trouver de la halite presque pure (NaCl), mais également de la sylvite (KCl) ou du gypse (CaSO4). Ces dépôts peuvent être extraits traditionnellement dans une mine ou par injection d'eau douce. L'eau injectée dissout le sel, et la solution de saumure peut être pompée à la surface. On fait évaporer l'eau que contient la saumure pour obtenir du sel.(Ce sel obtenu ainsi s'appelle le sel ingnigène.)

### Sel de mer

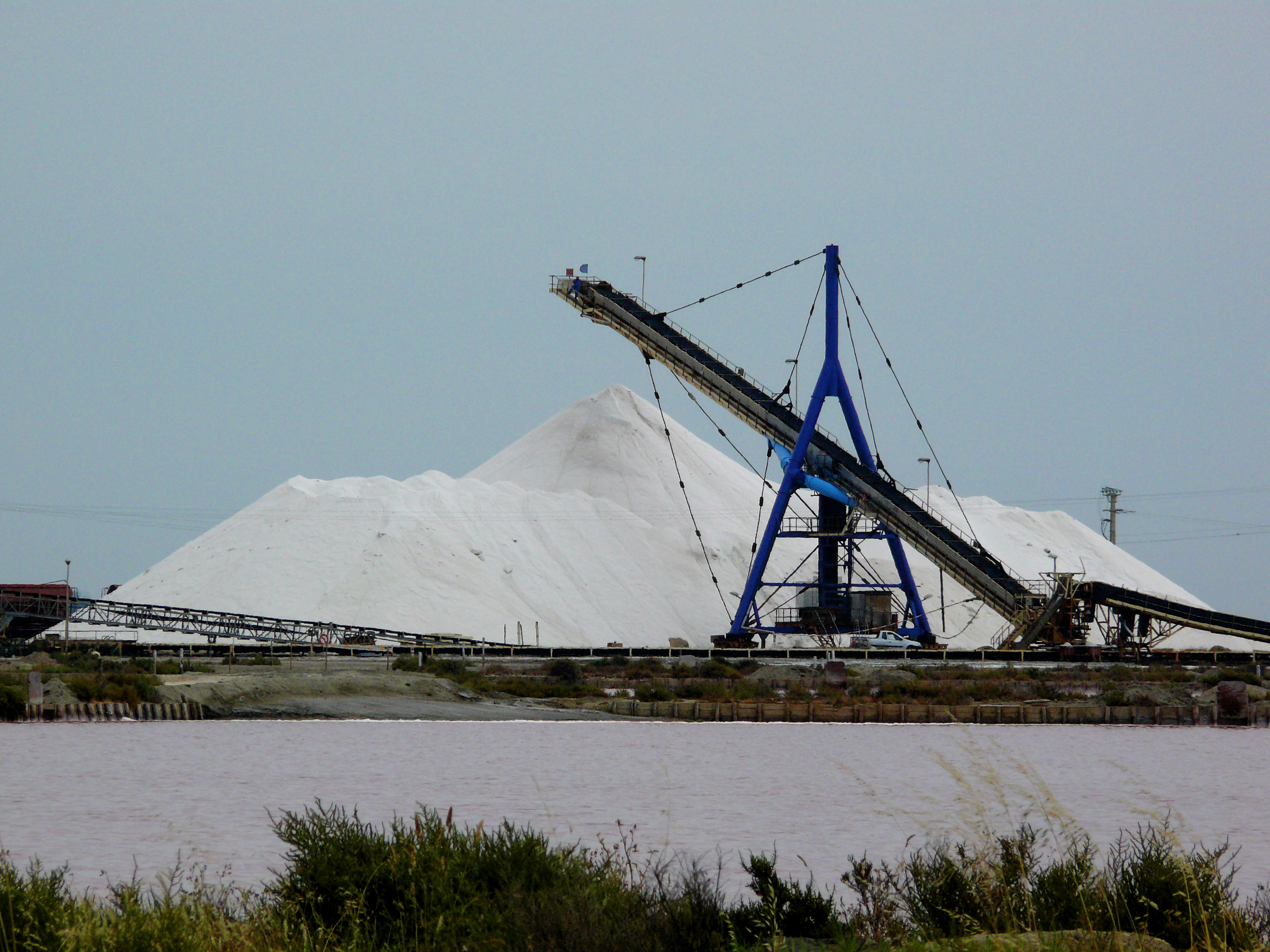
Marais salant et camelle en Camargue

Du sel est également obtenu par évaporation de l'eau de mer, habituellement en bassins peu profonds chauffés par la lumière du soleil ; du sel ainsi obtenu s'est autrefois appelé le sel de compartiment, et s'appelle maintenant souvent sel de mer.
Des changements climatiques peuvent affecter certains producteurs de sel de mer s'il y a augmentation de la nébulosité et de la pluviométrie dans certaines régions. À titre d'exemple d'influence de la météorologie, l'été 2007 ayant été très pluvieux, les salines de l'île de Ré n'ont pu récolter que 50 t de sel, soit 2 % de la production moyenne. À l'inverse, l'année 2011 a vu la récolte du sel de Guérande démarrer avec un mois d'avance grâce à des conditions climatiques plus que favorables.

### Autres
Le sel, d'origine marine, peut être extrait directement de la mer, via la saumure, c’est-à-dire d'eau marine évaporée et chargée en sel ou de gisements fossiles (gemme de sel).
- Le sel marin est récolté (cueilli) dans des marais salants, comme à Guérande, sur l'île de Ré, à Aigues-Mortes ou à Salin-de-Giraud ou bien encore sur l'île d'Oléron, ou dans les estuaires comme le sel de Maldon.

Récemment la Polynésie française qui compte un très vaste territoire maritime dispose également de plusieurs productions de sel marins sur les atolls de Rangiroa, Puka Puka et Bora-Bora.
- Le sel fossile ou sel gemme est extrait des mines de sel, comme à Bex en Suisse, Varangéville en France, ou Wieliczka en Pologne.

L'évaporation de l'eau de la saumure peut-être naturelle ou d'origine humaine par chauffage de l'eau salée, comme à Salins-les-Bains. C'est une activité que les Gaulois pratiquaient déjà sur plusieurs sites du nord-ouest de la France, quatre cents ans avant Jules César, et qui dans ce cas a probablement contribué à la déforestation de ces régions. Ce sel est dit « sel ignigène », c'est-à-dire « né du feu ».

## Utilisation

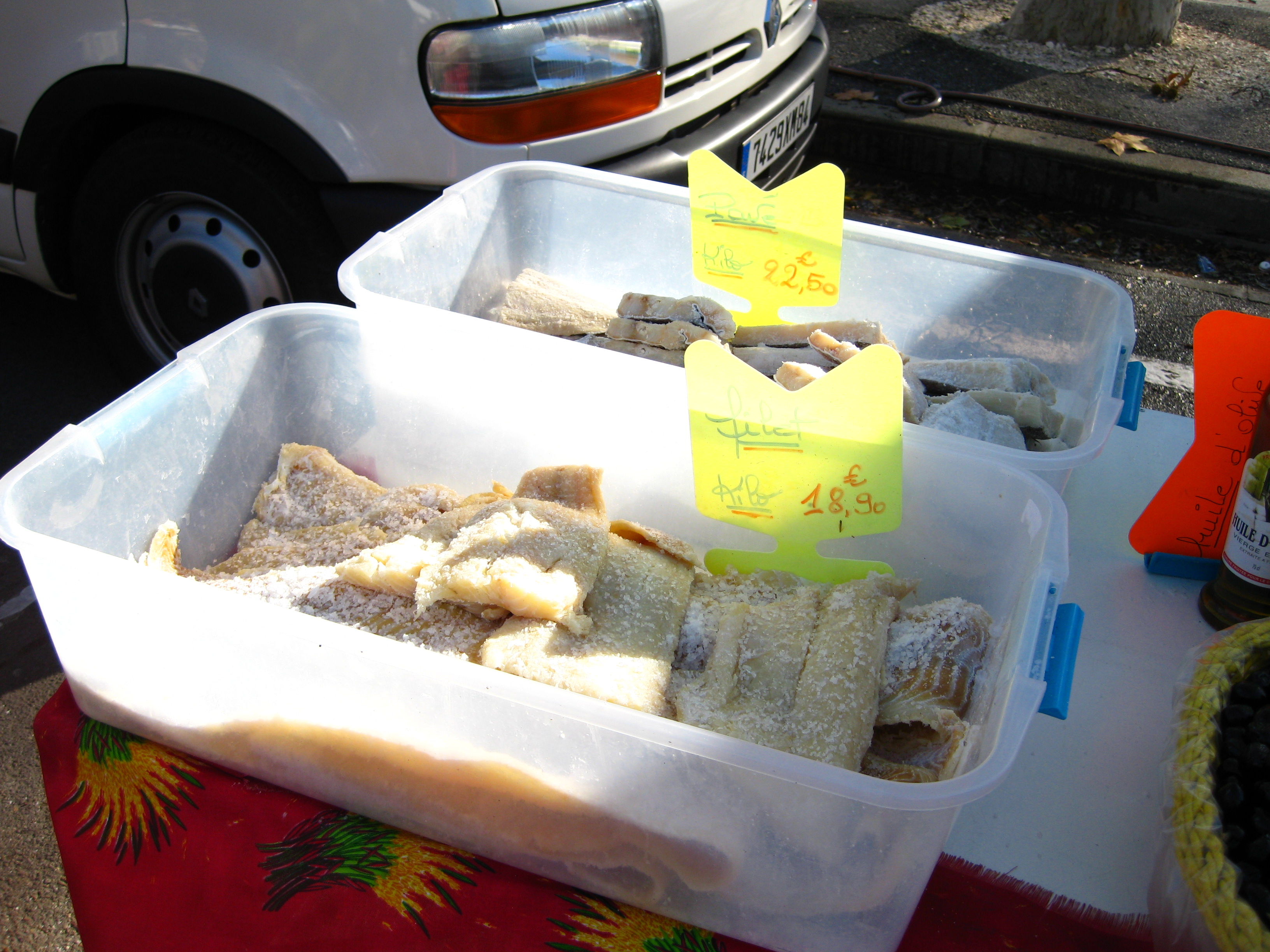
Morue salée en vente au marché de Villeneuve-lès-Avignon.

Le sel permet aussi la conservation des aliments par diminution de l'activité de l'eau. Au Moyen Âge, c'était le principal moyen de conserver les viandes et poissons. Aujourd'hui encore, certaines régions africaines dépourvues d'appareils frigorifiques utilisent le sel pour conserver viandes et poissons, tout comme les consommateurs des pays dits développés trouvent dans le commerce des produits salés : navet salé, hareng saur, morue, etc.
En cuisine, le sel permet d'assaisonner les plats. Les Italiens préfèrent le gros sel avec lequel ils relèvent leurs pâtes ; les Belges utilisent plus volontiers le sel fin emballé dans des sachets.
Dans un lave-vaisselle, le sel régénérant permet de renforcer l'action des résines échangeuses d'ions dans l'adoucisseur d'eau.

## Alimentation

### Chez l'humain
Les aliments contenant le plus de sel sont les charcuteries et les fromages, ainsi que les préparations cuisinées (plats cuisinés, soupes préparées) des aliments industriels.
Le sel joue par ailleurs plusieurs rôles en panification : fermentation, qualités organoleptiques, conservation. Le pain contient donc également beaucoup de sel, mais beaucoup de recettes de pâtisseries incluent également du sel dans leur pâte.
Le sel de table peut être « iodé » par addition d'un sel d'iode, cet élément étant nécessaire à la glande thyroïde pour la sécrétion des hormones thyroïdiennes et servant aussi au développement intellectuel. La vente de sel iodé est imposée par la règlementation dans plusieurs pays. Les ions chlorure et sodium contenus dans le sel sont aussi très importants pour le fonctionnement de l'organisme. En effet, ces ions jouent un rôle dans la conduction de l'influx nerveux, dans la contraction des muscles et dans la rétention d'eau dans le corps.

#### Santé humaine
En France et dans beaucoup de pays industrialisés, la consommation de sel est trop importante. Cette surconsommation, due également au sel se trouvant dans les préparations industrielles, entraîne de graves problèmes de santé, comme l'hypertension ou l'obésité qui sont la cause de plusieurs dizaines de milliers de morts prématurées chaque année. Il existe d'autres sels (comme le chlorure de potassium KCl, présent dans le sel de table non raffiné mais plus toxique pour les personnes ayant des maladies cardiaques, rénales ou des troubles de pression artérielle) mais peu répandus et plus coûteux.

### Chez l'animal

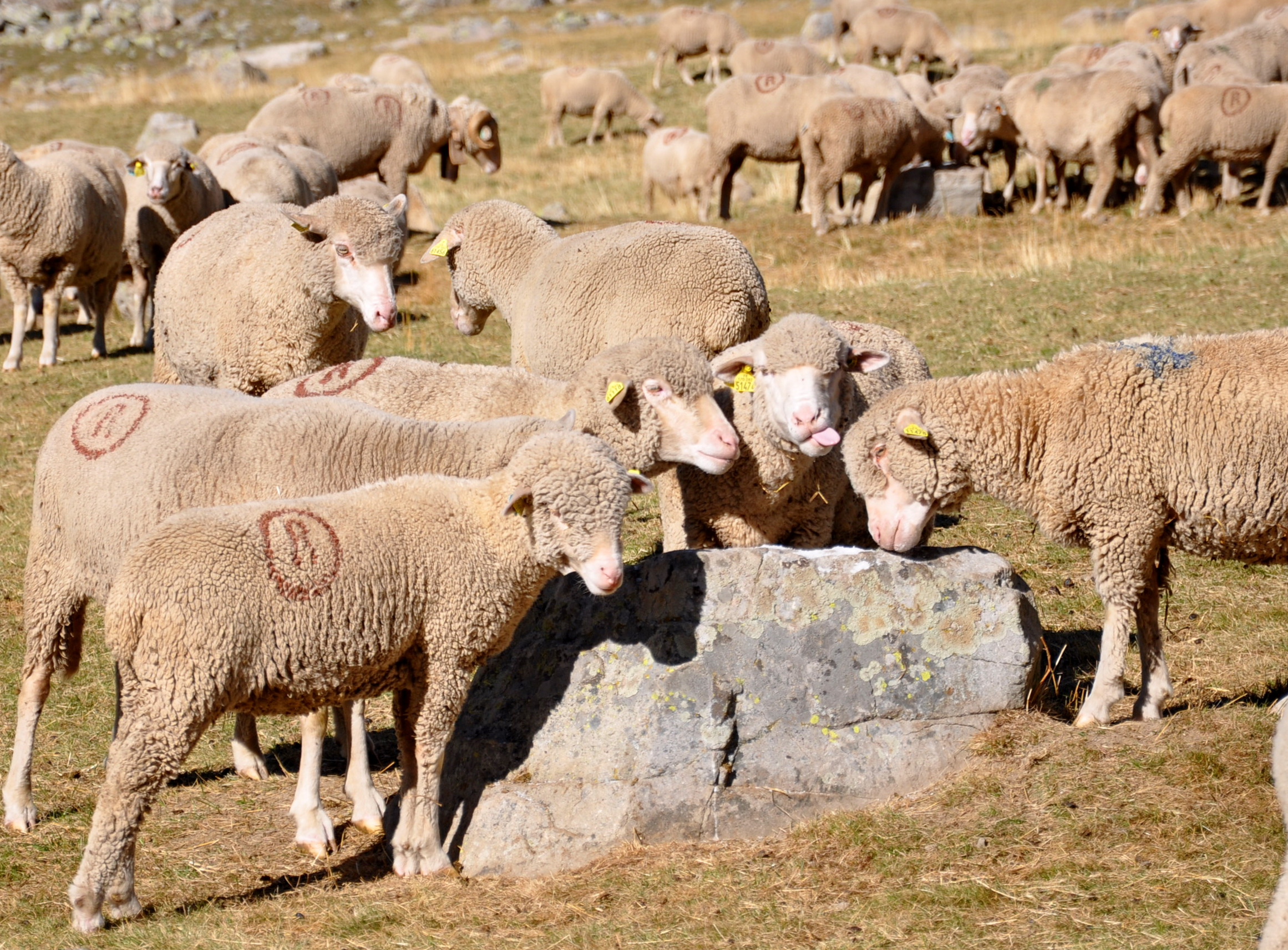
Moutons léchant une pierre salée dans la vallée de l'Ubaye.

Chez de nombreux animaux, que ce soit les cordés (tétrapodes, poissons) ; ou bien les insectes et les mollusques par exemple, le sel assure les mêmes fonctions organiques (maintient de l'équilibre osmotique, transport d'ions, voir leur diffusion membranaire au niveau intercellulaire ) que chez l'homme. Souvent, les mammifères sauvages, surtout les herbivores, lèchent les pierres salées ou les salantes naturelles sources de sel.
En agriculture, les bovidés, ovidés et autres herbivores ont à disposition des pierres à lécher. Ce besoin est dû à la consommation élevée de calcium à cause de leur régime herbivore. De plus, les bovidés perdent encore plus de sel lors de la traite. C’est pourquoi on leur donne des pierres à sel à lécher pour couvrir leurs besoins.

### Effet sur les papilles gustatives
Le chlorure de sodium peut modifier les saveurs primaires ; il diminue l'amer et le sucré, pondère l'acide et participe à l’intensité de l’umami, selon des mécanismes encore mal compris.

Selon les industriels producteurs : 

« Le chlorure de sodium (NaCl) augmente la sapidité des aliments, c’est-à-dire qu’il intensifie la perception des saveurs. Les ions Na+ stimulent les papilles gustatives tandis que les ions Cl− donnent le goût salé. Le sel rehausse donc la perception de la saveur de certains aliments ayant un profil initialement fade et a ainsi un impact sur le profil global de saveur du produit fini, le rendant généralement plus agréable. Les composés chimiques non volatils sont dissous par la salive et détectés par plusieurs parties de la langue, du palais ou de la gorge. »

 (extrait d'un Guide de réduction du sodium pour l’industrie alimentaire).
Pour les scientifiques, l'agrément que procure le goût salé aurait été sélectionné au cours de l'évolution pour nous faire consommer des aliments suffisamment riches en ions sodium Na+, un électrolyte essentiel pour l’équilibre électrolytique et l’équilibre hydrique de notre organisme.
Le goût salé serait « principalement dû à l’ion sodium » (NaCl, NaBr, Na2SO4, CH3COONa) et si d'autres composés comme CaCl2, LiCl2, NH4Cl, KCl ou KNO3 ont aussi une saveur salée, seul l'ion sodium procurerait « une saveur salée agréable ».

## Santé
On l'utilisait autrefois pour ses propriétés déshydratantes (ammochosie).
L'excès de consommation de sel par les habitants des pays développés est établi. Le milieu médical et scientifique (OMS, Inserm, etc.) considère que la consommation de sel dans les pays développés est excessive (pour la France, deux fois supérieure aux recommandations de l'OMS) pouvant être responsable de maladies cardiovasculaires et rénales. L'excès de sel provient essentiellement, à hauteur de 80 % des plats cuisinés, soupes et autres produits industrialisés. L'accoutumance au sel pourrait exister dès l'âge des nourrissons par le biais des petits pots et plats pour bébés.
La quantité de sel absorbée quotidiennement peut être estimée par un interrogatoire diététique précis, mais peut être facilement objectivée par la mesure de la quantité de sodium excrété dans les urines, en l'absence de certaines prises médicamenteuses (notamment les diurétiques) : en situation stable la quantité excrétée est proche de la quantité ingérée.

### Effets sur la santé
Le sel contient environ 40 % de sodium en poids, auquel on attribue la majorité des effets positifs ou négatifs du sel.

#### Effets négatifs

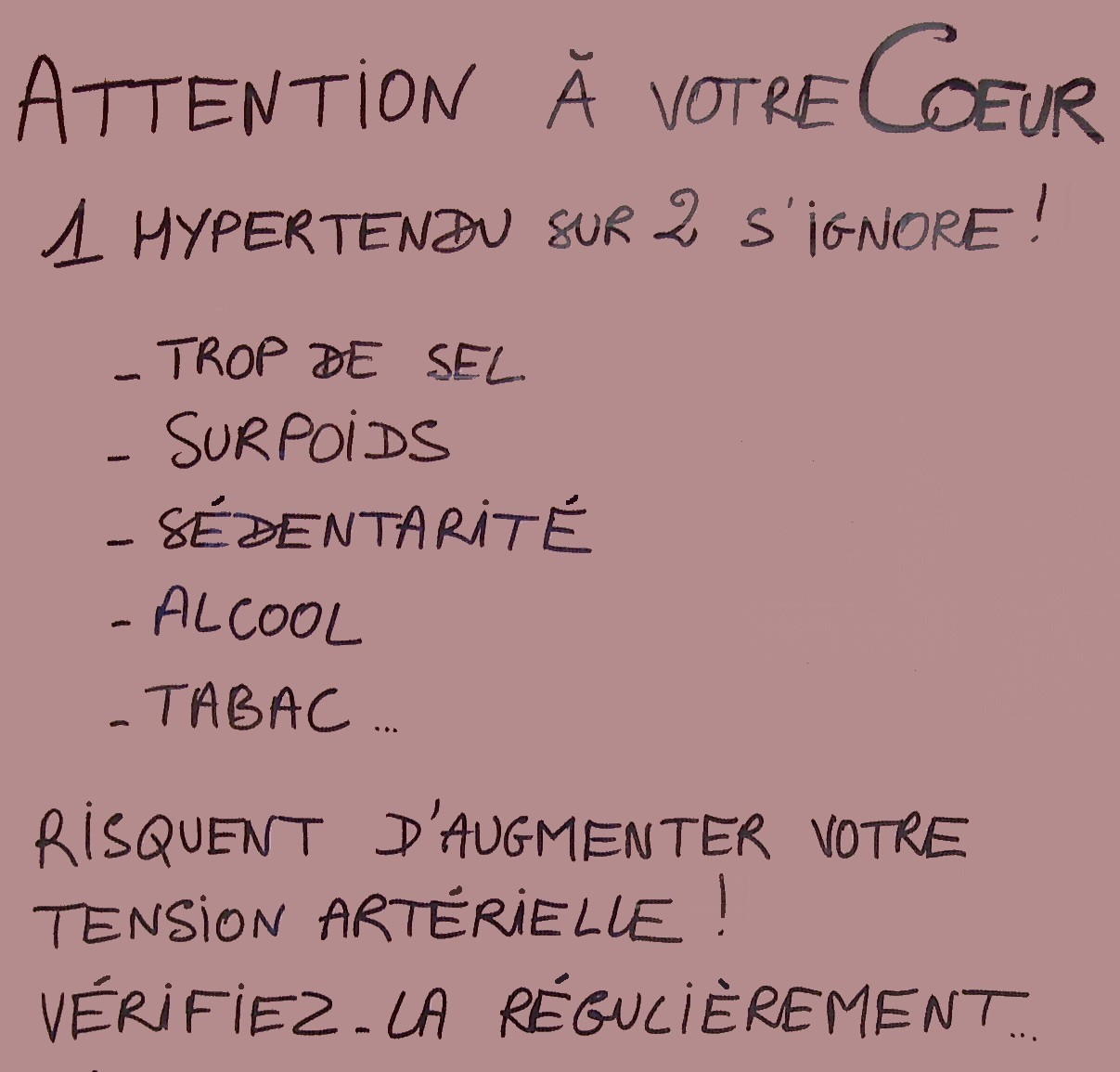
Message affiché dans la vitrine d'une pharmacie.

Les effets néfastes de l'excès de sel sont connus depuis 1969. Le sel, ou chlorure de sodium, agit sur la tension artérielle en l'augmentant. Le sel n'est pas l'unique facteur, mais il augmente les risques, favorisant également la rétention d'eau. L'élévation de la pression artérielle augmente le risque d'accident cardiovasculaire, dont principalement l'infarctus. L'abus de sel est donc particulièrement déconseillé aux personnes souffrant d'hypertension artérielle, mais aussi, aux autres personnes. Au contraire, la réduction de l'apport sodé permet la diminution de la tension artérielle. La diminution des apports sodés pourrait également, de manière indépendante de la baisse de la tension, diminuer le risque de maladie cardiovasculaire.
L’excès de sel nuit transitoirement à la respiration cellulaire en perturbant le fonctionnement des mitochondries.
L'excès de sel est également mauvais pour les reins : une consommation excessive de sel augmente le risque d'hypertension artérielle, l'une des principales causes d'insuffisance rénale. Au quotidien, un excès de sel peut également entraîner des complications chez les personnes déjà atteintes d'insuffisance rénale. Les reins malades sont en effet de moins en moins aptes à gérer ce surplus de sel, ce qui peut entraîner une rétention d'eau, elle-même responsable de l'apparition d'une hypertension artérielle.
En juin 2005, l'Agence européenne de sécurité alimentaire a rappelé que « les niveaux actuels de consommation de sodium sont associés directement à une augmentation de la tension artérielle, facteur de risque de maladies cardiovasculaires et rénales qui sont les principales causes de morbidité [maladie] et de mortalité en Europe. » La réduction de consommation de sel permet de diminuer l'incidence des affections cardiovasculaires : sur une période de dix-quinze ans, les sujets ayant réduit jusqu'à 25-30 % leur consommation de sel ont souffert d'un quart d'accidents cardiovasculaires en moins.
En cas d'insuffisance cardiaque, l'excès de sel augmente le risque de survenue de décompensation et peut conduire parfois à des complications importantes nécessitant une hospitalisation (œdème aigu du poumon).
Selon certains auteurs, l'excès de sel entraîne chaque année la mort de 1,6 million de personnes dans le monde (en 2010),.
Une étude de 2021, met en évidence un effet défavorable sur le système immunitaire. Il est donc important de réduire sa consommation de sel pendant une infection bactérienne. La raison est due à une accumulation dans l'organisme de glucocorticoïdes, ce qui a pour effet d'inhiber l’action des granulocytes. En effet, pour excréter le sodium, l'organisme réduit la production de minéralocorticoïdes et donc d'aldostérone synthase ce qui produit une accumulation de précurseurs d'aldostérone (des glucocorticoïdes) et réduit le développement de granulocytes neutrophiles. Par ailleurs les reins devant excréter le sodium, ils le remplacent pour assurer le gradient osmotique par de l'urée, laquelle nuit à l'efficacité anti-bactérienne des granulocytes neutrophiles.

#### Effets positifs
Le sel, à petites doses, reste un élément indispensable. Il permet de maintenir une pression artérielle correcte et prévient les troubles liés à une concentration insuffisante de sel dans le sang (hyponatrémie) telle qu'elle se voit dans certains cas de déshydratation. Le besoin minimal physiologique est autour de 2 g/j. Une consommation trop basse de sel pourrait même majorer le risque de survenue de maladies cardiovasculaires.
Un effet positif a été relevé sur les infections de la peau (mais en général l'effet est négatif pour la plupart des infections).

#### Quantités recommandées
En mars 2003, l'OMS (Organisation mondiale de la santé) conclut que la quantité de sel absorbée doit être inférieure à cinq grammes par jour.
En février 2007, l'OMS rappelle les manières de réduire le risque de maladie cardiovasculaire, notamment « en consommant le moins possible de denrées riches en graisses, en sucre et en sel. ».

### La question de la surconsommation
L'habitude d'une consommation excessive de sel proviendrait de son usage intensif pour conserver viandes et salaisons. Cette consommation pouvait aller jusqu'à trente grammes par jour, entraînant des accidents vasculaires hémorragiques. Mais, malgré l'invention de nouvelles techniques de conservation sans sel (« la chaîne du froid »), l'habitude de manger très salé est restée et sa consommation reste excessive au regard des recommandations des organismes de santé.
Les Français consomment en moyenne dix grammes de sel par jour, soit le double de la dose recommandée.
Cette surconsommation serait responsable de plus de 75 000 accidents cardiovasculaires et de 25 000 morts chaque année en France.
L'industrie agroalimentaire est accusée d'être responsable de la surconsommation de sel. Depuis de nombreuses années, les industriels ajoutent beaucoup de sel dans les aliments industriels (plats cuisinés, viandes panées, charcuteries, chips, pains, fromages, sauces, etc.), le tout participant à près de 80 % du chlorure de sodium absorbé chaque jour. Les raisons de l'utilisation massive de sel dans les aliments industriels seraient le rehaussement de la perception du goût, le masquage de certaines saveurs, l'alourdissement de la viande en retenant l’eau,,. Le goût du sel n'est pas inné mais l'agroalimentaire crée cette dépendance dès le plus jeune âge en salant les produits pour enfants. Certaines marques de produits pour bébés ont réagi en proposant des produits sans sel.
Des recherches de substitution au sel sont menées : remplacement par le glutamate monosodique mais cet exhausteur de goût est soupçonné d'avoir des effets neurotoxiques ; par le chlorure de potassium mais il développe un arrière-goût amer et n'est pas sans risque pour la santé. On recherche actuellement des exhausteurs de goût organiques sans effets indésirables. Une autre approche consiste à diminuer la taille des particules de sel, ce qui facilite sa dissolution et permet d'alléger les doses.

## Économie

### Producteurs
Les principaux pays producteurs mondiaux de sel en 2019 sont :
|             | Pays        | Production (en millions de tonnes) | % mondial |
| ----------- | ----------- | ---------------------------------- | --------- |
| 1           | Chine       | 59,0                               | 20,83%    |
| 2           | États-Unis  | 42,0                               | 14,84%    |
| 3           | Inde        | 29,0                               | 10,27%    |
| 4           | Allemagne   | 14,3                               | 5,05%     |
| 5           | Australie   | 13,0                               | 4,59%     |
| 6           | Canada      | 11,0                               | 3,88%     |
| 7           | Chili       | 10,0                               | 3,53%     |
| 8           | Mexique     | 9,0                                | 3,18%     |
| 9           | Brésil      | 7,4                                | 2,61%     |
| 10          | Russie      | 6,7                                | 2,37%     |
| 11          | Turquie     | 6,5                                | 2,29%     |
| 12          | Pays-Bas    | 5,9                                | 2,08%     |
| 13          | France      | 5,6                                | 1,98%     |
| 14          | Pologne     | 4,4                                | 1,55%     |
| 15          | Espagne     | 4,2                                | 1,48%     |
| 15          | Italie      | 4,2                                | 1,48%     |
| Total monde | Total monde | 283                                | 100 %     |

Les principaux producteurs mondiaux de sel sont, en 2009 (capacité en millions de tonnes) :
- no 1 : K+S et Morton : 29,8 ;
- no 2 : China National Salt : 18,7 ;
- ex-no 3 : K+S (seul) (Allemagne) : 16,7 ;
- no 3 : Compass Minerals : 14,4 ;
- no 4 : Cargill : 14 ;
- ex-no 4 : Morton Salt (seul) (États-Unis) : 13,1 ;
- no 5 : Dampier Salt : 9 ;
- no 6 : Artyomsol (Ukraine) : 7,5 ;
- à moindre échelle, le sel naturel récolté par les paludiers sur la coopérative Les Salines de Guérande s'élève à une moyenne de 10 000 t/an ; la production des Salins du Midi (Camargue) est de 300 000 t/an dont 400 à 600 t de fleur de sel (exclusivement ramassée à la main).

## Religion
Le sel occupe depuis longtemps une place importante dans la religion et la culture. Au temps des sacrifices brahmaniques, dans les rituels hittites et lors des fêtes tenues par les Sémites et les Grecs à l'époque de la nouvelle lune, le sel était jeté dans un feu où il produisait des bruits de crépitement. Les anciens Égyptiens, Grecs et Romains invoquaient leurs dieux avec des offrandes de sel et d'eau et certains pensent que c'est l'origine de l'eau sainte dans la foi chrétienne. Dans la mythologie aztèque, Huixtocihuatl était une déesse de la fertilité qui présidait sur le sel et l'eau salée.

### Symbolique du sel dans l’hindouisme
Le sel est considéré comme une substance très favorable dans l'hindouisme et est utilisé en particulier dans les cérémonies religieuses comme les créneaux et les mariages. Dans le jaïnisme, les fidèles déposent une offrande de riz cru avec une pincée de sel devant une divinité pour signifier leur dévotion et le sel est saupoudré sur les restes crémés d'une personne avant que les cendres ne soient enterrées. Le sel est censé éloigner les mauvais esprits dans la tradition bouddhiste mahayana, et en revenant à la maison après les funérailles, une pincée de sel est jetée par-dessus l'épaule gauche car cela empêche les mauvais esprits d'entrer dans la maison. Dans le shinto, le sel est utilisé pour la purification rituelle des lieux et des personnes (harae, en particulier le shubatsu), et de petits tas de sel sont placés dans les plats à l'entrée des établissements dans le double but de repousser le mal et d'attirer les clients.

### Symbolique du sel dans lejudaïsmeet le christianisme
Dans la Bible hébraïque, il y a trente-cinq versets qui mentionnent le sel. L'une d'entre elles mentionne la femme de Lot, qui fut transformée en colonne de sel lorsqu'elle regarda en arrière les villes de Sodome et Gomorrhe (Genèse 19:26) alors qu'elles étaient détruites. Quand le juge Abimélek détruisit la ville de Sichem, on dit qu'il « sème du sel dessus », probablement comme une malédiction sur quiconque voudrait la réhabiter (Juges 9:45). Le Livre de Job contient la première mention du sel comme condiment. « Est-ce que ce qui est désagréable peut être mangé sans sel ? Ou est-ce qu'il y a un goût de blanc d'œuf ? » (Job 6:6).
Dans le Nouveau Testament, six versets mentionnent le sel. Dans le Sermon sur la montagne, Jésus a qualifié ses disciples de « sel de la terre ». L'apôtre Paul a également encouragé les chrétiens à « que votre conversation soit toujours pleine de grâce, assaisonnée de sel » (Colossiens 4:6). Le sel est obligatoire dans le rite de la messe tridentine. Le sel est utilisé dans le troisième élément (qui inclut un exorcisme) de la consécration celtique (cf. rite galicien) qui est employé dans la consécration d'une église. Le sel peut être ajouté à l'eau « là où il est d'usage » dans le rite catholique romain de l'eau sainte.
Dans le judaïsme, il est recommandé d'avoir un pain salé ou d'ajouter du sel au pain si ce pain n'est pas salé en faisant Kiddoush pour le shabbat. Il est de coutume d'étaler du sel sur le pain ou de tremper le pain dans un peu de sel en faisant passer le pain autour de la table après le Kiddoush. Pour préserver l'alliance entre leur peuple et Dieu, les Juifs trempent le pain du shabbat dans le sel.

### Symbolique du sel dans la wicca
Dans la wicca, le sel est symbolique de l'élément Terre. On croit aussi qu'il nettoie une zone d'énergies nocives ou négatives. Un plat de sel et un plat d'eau sont presque toujours présents sur un autel, et le sel est utilisé dans une grande variété de rituels et de cérémonies.